# 이눅슈크

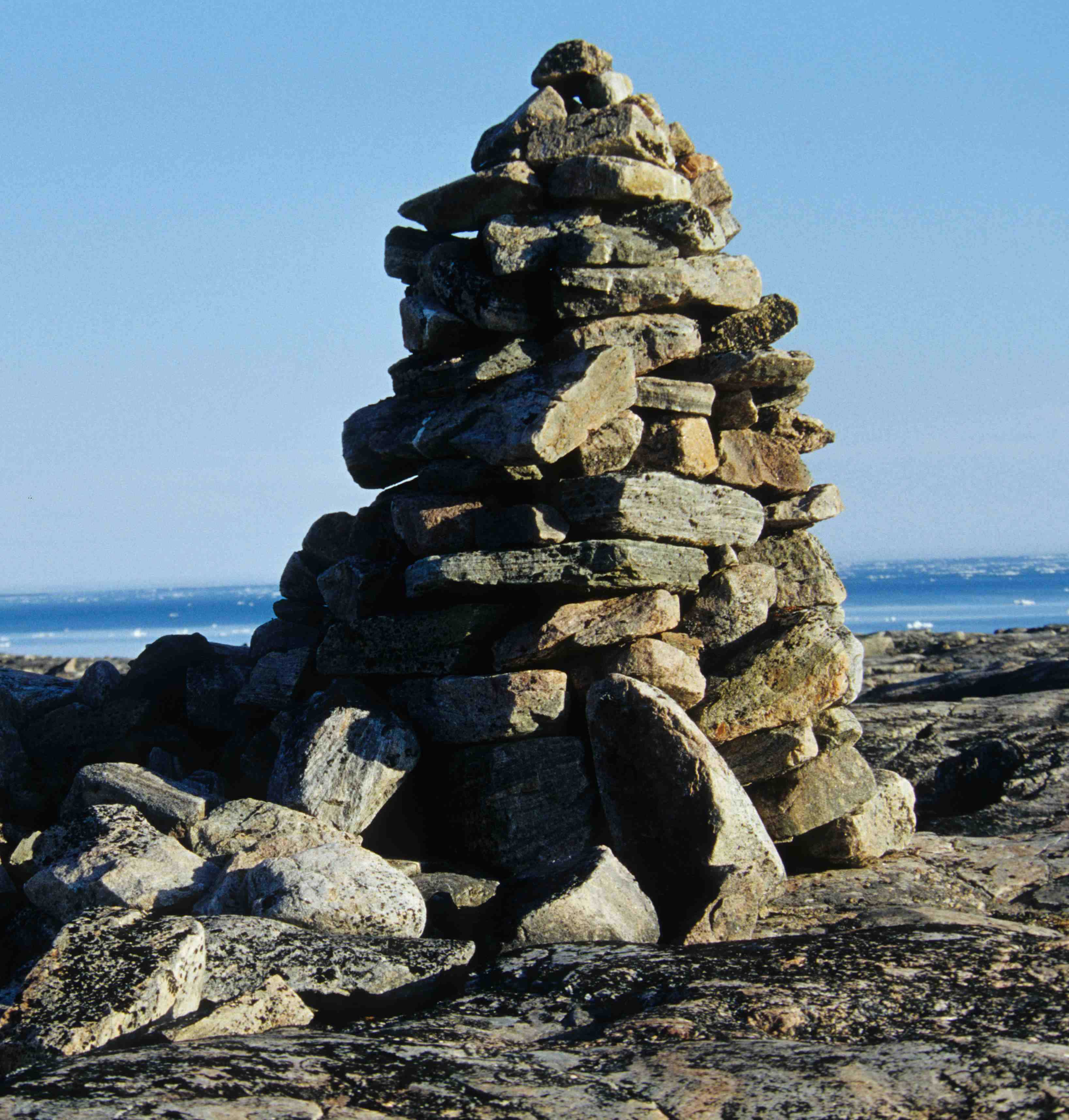
배핀섬의 이눅슈크

이눅슈크(이누크티투트어: ᐃᓄᒃᓱᒃ/inukshuk, 복수형 ᐃᓄᒃᓱᐃᑦ/inuksuit 이눅수이트)는 북아메리카 극지방의 이누이트족, 유픽족, 이누피아트족 등의 사람이 쌓은 특유의 돌무지다. 알래스카부터 그린란드에 이르는 지역까지 발견된다.
이눅슈크는 이정표나 사냥터의 표시로, 또는 음식 저장소로 쓰여 왔다. 여러 돌작품을 볼 수 있다.

## 사진

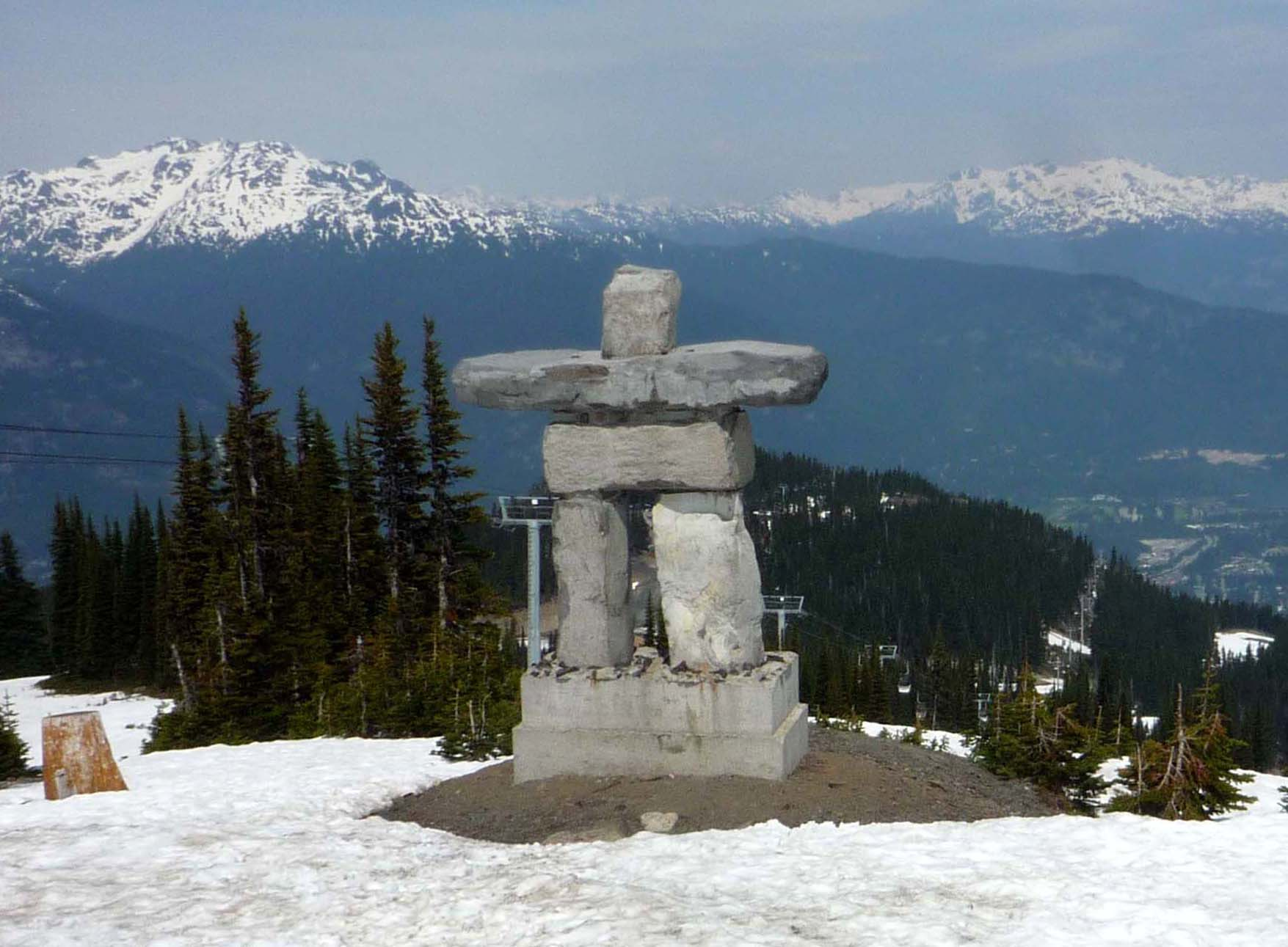
휘슬러에 세워진, 2010년 동계 올림픽의 로고 마스코트인 일라나크(Ilanaaq).

## 같이 보기
- 돌무지
- 고인돌
- 암면 미술
- 토템폴